# Лавры (Печорский район)
Лавры́ (в 1860—1920 годах — Ла́ури, латыш. Lauri; в 1920—1945 годах — Ла́ура; эст. Laura) — деревня в Печорском районе Псковской области России.
Административный центр Лавровской волости.
Расположена на юге района на реке Лидва. В 10 км к западу от деревни проходит граница РФ с Эстонией, в 4 км к югу — граница с Латвией.

## Население
| 2001 | 2002 | 2010  |
| ---- | ---- | ----- |
| 1033 | ↘888 | ↗1008 |

Численность населения деревни по переписи 1989 года составила 1319 жителей, по оценке на конец 2000 года — 1033 жителя, по переписи 2002 года — 1420 жителей.

## История
До отмены крепостного права земли, где впоследствии была основана деревня, принадлежали барону Фитингофу.  Он владел 17 тысячами га земли. Ему принадлежали деревни Паниковичи, Вастселийна, Халахальня, Кирово, Любятово и др.
После отмены крепостного права в Лавровском крае были основаны такие крупные деревни как Щемерицы, Подгорье, Столбово, Бобренки, Шумряниново, Федосово, Ключище и многие другие. В местечке Лаура, как тогда назывались Лавры, помещик Пётр Зарри имел свое имение — мызу. Он владел большими земельными угодьями — лесами, лугами и пастбищами. На берегу речки Лидвы построил водочную фабрику, плотину для мельницы и лесопилку. В большом количестве сажал картофель, который шёл на производство спирта.
Крестьяне, проживавшие в соседних деревнях, за небольшую плату нанимались на работу в мызу: их гнали из дома нужда и малоземелье. Имея небольшие наделы, они не могли обеспечить свою семью пропитанием на весь год.
Помещик имел и постоянных работников, которые назывались клеперами. Они обрабатывали его землю, занимались строительством, откармливали картофельными отходами многочисленных бычков.
После смерти Петра Зарри его место занял его сын – Артур Зарри. Это был человек деятельный, активный, энергичный. Его мечтой было видеть Лавры небольшим городом. Поэтому он стал продавать небольшие участки земли желающим, при этом единственным его условием было такое, чтобы через год на купленном участке стоял большой дом.
Население края в основном составляли русские, проживали также латыши и эстонцы.
К концу XIX века деревни разрастались, население увеличивалось, но местные жители были безграмотными, только некоторые умели писать и читать. Была единственная церковно-приходская школа при Щемерицкой церкви, ребят учили священник и дьячок-пономарь.
Постепенно Лавры превратились в торговый центр . Тут стали селиться ремесленники: сапожники, портные, каменщики, печники, столяры, кузнецы и другие. Открылась сеть магазинов, был книжный и парфюмерный магазины, два чайных, два ресторана, часовая мастерская, больница, аптека, парикмахерская, банк, работали две кузницы. Лавры на сотни километров славились своими ярмарками. Базарная площадь занимала около двух гектаров.
По Тартускому мирному договору 1920 года Лавровский край в составе Печорского района вошёл в состав Эстонии. Жизнь простого народа была трудной. Малоземельные и безземельные крестьяне батрачили у богатых, детей вместо школы отдавали в пастухи. В Печорах процветал рынок безработных, куда родители приводили своих детей и по найму отдавали зажиточным людям. Осенью, во время уборки картофеля, женщины группами отправлялись в глубь Эстонии и Латвии на заработки.
В Лаврах активно действовало просветительское общество, которое заботилось о повышении культуры населения. Это общество устраивало вечера, организовывало беспроигрышные вещевые лотереи, а летом — балы. Один раз в год летом отмечался День русского просвещения.
В настоящее время о тех временах напоминает лишь сохранившийся парк, заложенный помещиком Зарри. Из культовых зданий историческое значение имеют Никольская православная церковь и лютеранская кирха.

## Достопримечательности
Лютеранская кирха была построена в 1925–1932 годах (в эстонский период). Приход был частью Эстонской евангелическо-лютеранской церкви. Регулярные богослужения проводились здесь как на латышском, так и на эстонском языках до 1945 года, впоследствии кирха была закрыта и на протяжении многих лет использовалась местным совхозом под различные хозяйственные нужды. К началу XXI веку кирха лишилась колокольни и алтарной части. В деревне имеется большое лютеранское лесное кладбище с часовней, в которой в церковные праздники совершаются службы.
В деревне также была православная церковь Николая Чудотворца, полностью уничтоженная в 1944 году. Церковь восстановлена в 1963 году и освящена в 1970 году.